# Ramat
Ramat (ainu: ラマッ ramat, en Sajalín: ramu) es un término propio de las creencias del pueblo ainu.
Se trata de un término con varios significados; dependiendo del contexto puede significar ‹alma›, ‹pensamiento›, ‹corazón› o ‹intelecto›. A veces ramat se entiende como la esencia de toda vida. De acuerdo con las creencias de los ainu, todos los seres, todos los elementos inanimados de la naturaleza, así como todos los objetos creados por el hombre, poseen ramat; su pérdida significa fin de la existencia de una criatura u objeto.
Se distinguen varios tipos de ramat. Dependiendo de la pertenencia o no a un ser humano, se habla de ramat débil o fuerte; ramat largo (en una persona de naturaleza gentil) o corto (en una persona de carácter impulsivo y nervioso).
Ramat es capaz de abandonar la persona u objeto en el que habitaba, esto a su vez da la posibilidad de contacto con los espíritus, viajes a lugares lejanos, o incluso al lugar de los muertos.